# Thibo Somers
Thibo Somers, né le 16 mars 1999 à Bruges en Belgique, est un footballeur belge qui joue au poste d'attaquant ou de milieu de terrain au Royal Antwerp FC.

## Biographie

### En club
Né à Bruges en Belgique, Thibo Somers est notamment formé par le KFC Varsenare avant de poursuivre sa formation au Cercle Bruges. C'est avec ce club qu'il fait ses débuts en professionnel, jouant son premier match le 26 octobre 2019, lors d'une rencontre de championnat face au KRC Genk. Il entre en jeu à la place de Calvin Dekuyper. Son équipe s'incline sur le score d'un but à zéro.
En décembre 2020, il signe un nouveau contrat avec le Cercle. Il est alors lié au club jusqu'en juin 2023.
Le 18 juillet 2025, après 18 ans passés à Bruges, Thibo Somers quitte le Cercle pour rejoindre le Royal Antwerp FC.

## Statistiques

### En club
| Saison                | Club                  | Championnat           | Championnat | Championnat | Championnat | Coupe(s) nationale(s) | Coupe(s) nationale(s) | Coupe(s) nationale(s) | Compétition(s) continentale(s) | Compétition(s) continentale(s) | Compétition(s) continentale(s) | Compétition(s) continentale(s) | Autres compétitions | Autres compétitions | Autres compétitions | Autres compétitions | Total | Total | Total |
| Saison                | Club                  | Division              | M.          | B.          | P.d.        | M.                    | B.                    | P.d.                  | Comp.                          | M.                             | B.                             | P.d.                           | Comp.               | M.                  | B.                  | P.d.                | M.    | B.    | P.d.  |
| 2019-2020             | Cercle Bruges KSV     | Division 1A           | 13          | 1           | 0           | -                     | -                     | -                     | -                              | -                              | -                              | -                              | -                   | -                   | -                   | -                   | 13    | 1     | 0     |
| 2020-2021             | Cercle Bruges KSV     | Division 1A           | 21          | 1           | 0           | 2                     | 0                     | 1                     | -                              | -                              | -                              | -                              | -                   | -                   | -                   | -                   | 23    | 1     | 1     |
| 2021-2022             | Cercle Bruges KSV     | Division 1A           | 24          | 5           | 1           | 1                     | 1                     | 0                     | -                              | -                              | -                              | -                              | -                   | -                   | -                   | -                   | 25    | 6     | 1     |
| 2022-2023             | Cercle Bruges KSV     | Division 1A           | 31          | 5           | 6           | 2                     | 0                     | 0                     | -                              | -                              | -                              | -                              | PO2                 | 6                   | 2                   | 1                   | 39    | 7     | 7     |
| 2023-2024             | Cercle Bruges KSV     | Division 1A           | 26          | 5           | 4           | 1                     | 0                     | 0                     | -                              | -                              | -                              | -                              | PO1                 | 9                   | 2                   | 1                   | 36    | 7     | 5     |
| 2024-2025             | Cercle Bruges KSV     | Division 1A           | 30          | 3           | 3           | 2                     | 0                     | 0                     | C3+C4                          | 4+9                            | 1+1                            | 0+1                            | PO3                 | 8                   | 4                   | 0                   | 53    | 9     | 4     |
| Sous-total            | Sous-total            | Sous-total            | 145         | 20          | 14          | 8                     | 1                     | 1                     | -                              | 13                             | 2                              | 1                              | -                   | 23                  | 8                   | 2                   | 189   | 31    | 18    |
| 2025-2026             | Royal Antwerp FC      | Division 1A           | 4           | 0           | 1           | -                     | -                     | -                     | -                              | -                              | -                              | -                              | -                   | -                   | -                   | -                   | 4     | 0     | 1     |
| Total sur la carrière | Total sur la carrière | Total sur la carrière | 149         | 20          | 15          | 8                     | 1                     | 1                     | -                              | 13                             | 2                              | 1                              | -                   | 23                  | 8                   | 2                   | 193   | 31    | 19    |